# Kap Eluanbi
Kap Eluanbi (kinesiska: 鵝鑾鼻) är en udde på halvön Hengchun i distriktet Pingtung i Taiwan. Den ingår i Kenting nationalpark och är ön Taiwans sydligaste punkt. 
Udden har varit bebodd av olika asiatiska folkgrupper sedan förhistorisk tid varav många bara stannade en kort tid. På 1200-talet koloniserades den av hankineser som hade flytt från Kina. Delar av området har grävts ut och man har funnit krukskärvor och spår av fem olika civilisationer från 3 200 f.Kr. till modern tid.
År 1883 byggdes en befästning och en fyr på platsen för att skydda sjöfarten efter flera incidenter där besättningar dödats efter att deras fartyg hade förlist på korallreven längs kusten. I närheten av fyren har flera hällkistor med skelettrester hittats. 
Kap Eluanbi, som utgör gränsen mellan Östkinesiska havet och Filippinska sjön var en viktig valfångststation under början av 1900-talet och den lokala shintohelgedomen dekorerades med valben från en  knölval, som hade skänkts av ett japanskt valfångstbolag år 1930. Shintohelgedomen och fyren förstördes under andra världskriget, men har renoverats.

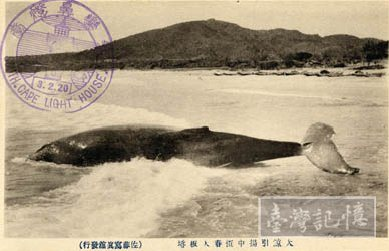
Valfångst vid Cape Eluanbi, ca 1920.

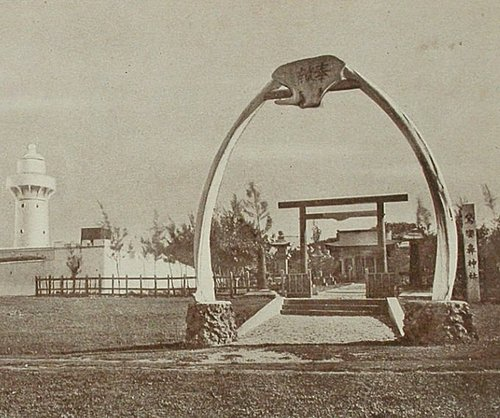
Shintohelgedom på Cape Eluanbi, ca 1930.

Det 17 700 hektar stora området runt fyren blev nationalpark år 1982 och i samband med planeringen av området frilades nya fynd som gav upphov till fler arkeologiska undersökningar. Totalt har mer än 48 000 fynd gjorts på 1 000 fyndplatser.

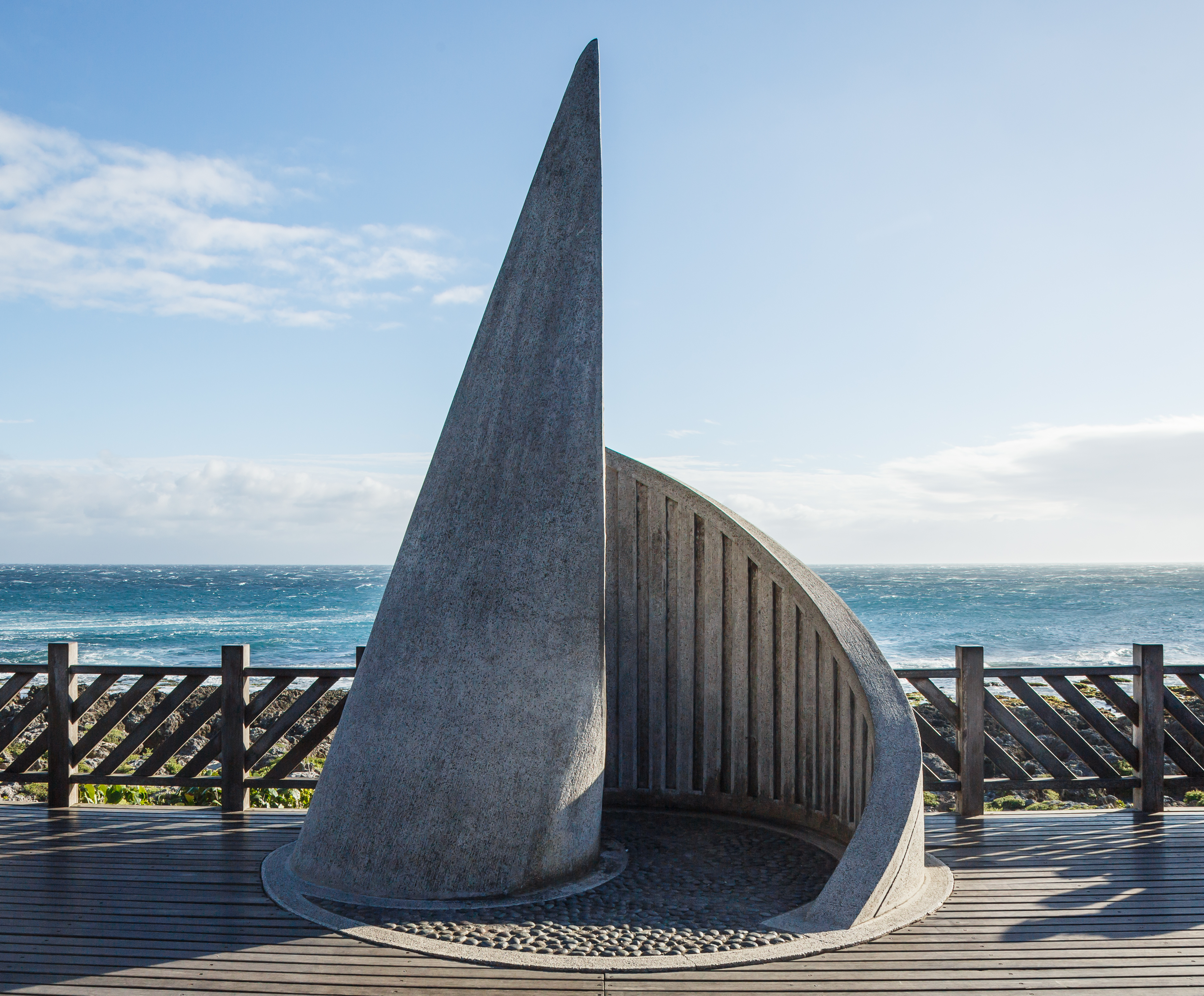
Monumentet på Taiwans sydligaste punkt.

Eluanbi fyr var en av de första fyrarna i Taiwan som öppnades för allmänheten och den besöks varje år av mer än 300 000 personer, huvudsakligen från Kina.